# 320 (عدد)
320 هو عدد صحيح، يلي العدد 319 وويسبق العدد 321.

## في الرياضيات

### خصائص
- عدد طبيعي.[3]
- عدد زوجي.[4][5]
- عدد موجب،[6] السالب منه هو -320.[7]

## في التاريخ
- 320 هـ هي سنة في التقويم الهجري.
- هي سنة 320 م في التقويم الميلادي.

## وصلات خارجية
الأعداد الصاتمة، ديوان اللغة العربية.